# Opteron

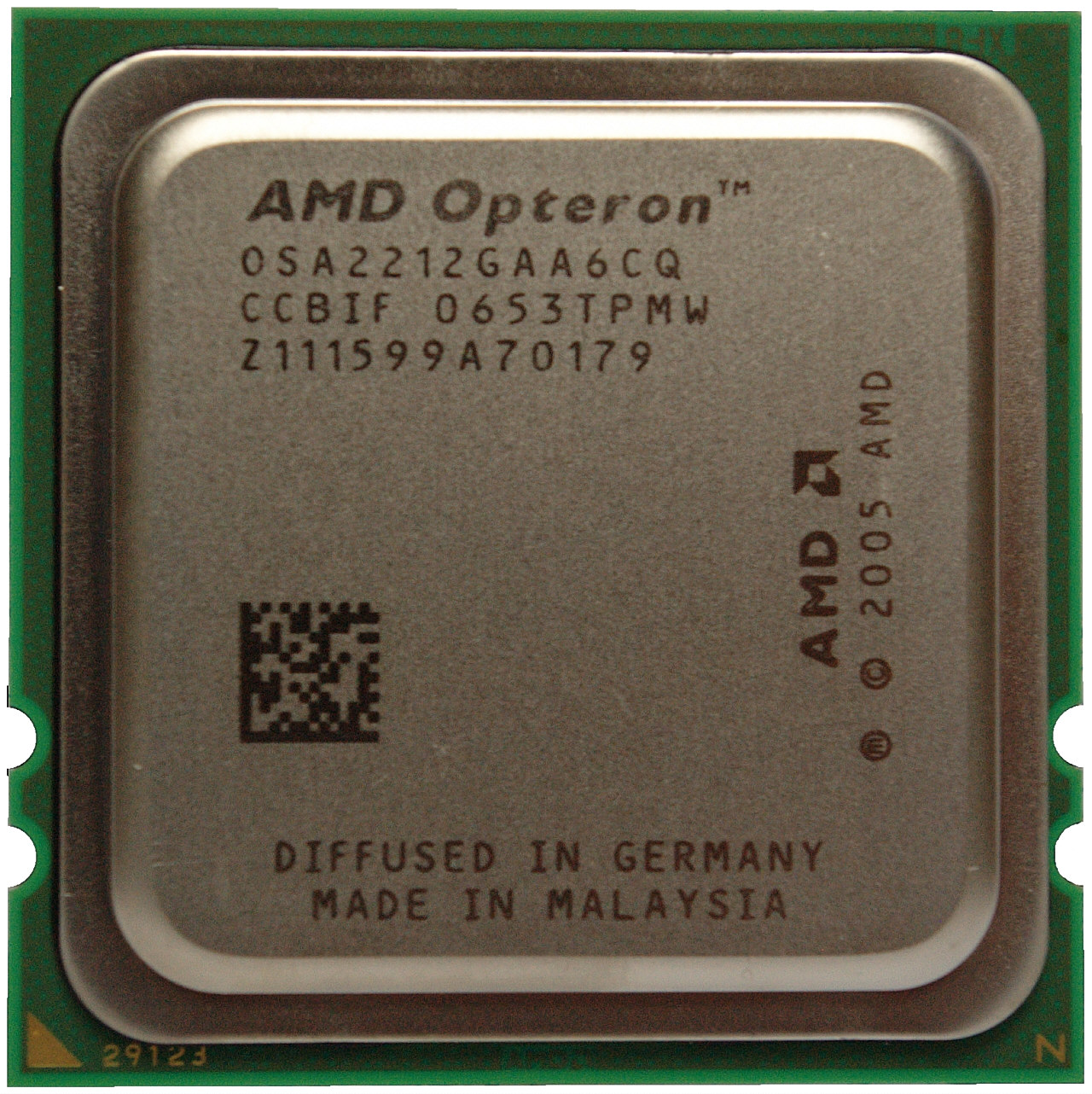
AMD Opteron

O microprocessador Opteron da AMD, lançado em 21 de abril de 2003, foi o primeiro a implementar a arquitetura AMD64 (também conhecida como x86-64). Com núcleo Sledgehammer (K8), destinava-se a competir nos mercados de servidores e estações de trabalho, particularmente no mesmo segmento do processador Intel Xeon. 
A arquitetura de 64 bits já existia para servidores (Itanium, UltraSparc) e para estações de trabalho de alto desempenho (PowerPC), mas o Opteron (assim como o Athlon 64) permite que sistemas operacionais de 64 bits executem aplicações legadas de 32 bits (arquitetura x86 ou IA32) sem recompilação.
É indicado para servidores de rede e estações de trabalho de alto desempenho. Tem sido utilizado tambem em clusters [B1]. Para computadores de mesa (desktops), a AMD recomenda o uso do Athlon 64 ou Sempron.
Em 21 de abril de 2005 foi lançada a primeira versão com núcleo duplo (dual core). Na época a AMD usava o termo multi-core, mas na prática era dual-core. Cada chip física Opteron continha dois núcleos de processador. Isso efetivamente duplicou a performance de computação disponíveis para cada soquete de processador das placas mãe. 
Existem duas diferenças principais entre o Opteron e os demais processadores da AMD.
- Primeiro, vários modelos do Opteron permitem o multiprocessamento simétrico (SMP), ou seja, permitem trabalhar com mais de um processador na placa-mãe, enquanto que os outros processadores não.
- Segundo, os processadores Opteron são identificados através de um “número de modelo” e o primeiro dígito deste número indica qual é o grau de processamento simétrico que o processador aceita: os modelos do Opteron começando com “1” não permitem multiprocessamento simétrico, enquanto que os modelos começando com “2” permitem multiprocessamento simétrico com até 2 processadores (você pode instalar até dois processadores na mesma placa-mãe) e os modelos começando com “8” permitem multiprocessamento simétrico com até 8 processadores (você pode instalar até oito processadores na mesma placa-mãe).

## Características
- O processador Opteron combina duas capacidades importantes em um único processador: execução nativa do legado de 86 aplicações de 32 bits e execução nativa de 86-64 bits de aplicativos.
- Possui 16 registradores de propósito geral (GPR) de 64 bits, 16 registradores de 128 bits para operações multimídia (XMM) - streaming SIMD: SSE, SSE2 e SSE3 - e 8 registradores para operações de ponto flutuante de 80 bits, os quais também podem ser configurados para operações de 64 bits MMX e 3DNow!.
- Controladora de memória integrada, com capacidade para endereçar até um TiB de memória física e 256 TiB de memória virtual, com proteção por ECC e possibilidade de configuração em duplo canal (dual channel) para transferência em 128 bits.
- Tecnologia EVP.
- Cache de primeiro nível (L1), por núcleo, associativo em dois conjuntos (2-way): 64 KiB para instruções, proteção por paridade; 64 KiB para dados, proteção por ECC.
- Cache de segundo nível (L2), por núcleo, associativo em 16 conjuntos (16-way) com 1 MiB, protegido por ECC.
- Cache de terceiro nível (L3) com 2 MB de memória.
- Pipeline de 12 estágios para inteiros e 17 estágios para operações de ponto flutuante. Três unidades de inteiros (ALU), três unidades para geração de endereços (AGU) e três unidades de ponto flutuante.
- Tecnologia de interconexão HyperTransporte (800 MHz ou 1 GHz): três conexões, cada uma com dois canais (um em cada sentido) de 16 bits, taxa de transferência de 4 GiB/s em cada canal. Cada conexão pode ser usada para ligação a outro processador ou a dispositivos de entrada e saída. O Opteron pode ser utilizado em configuração de multiprocessamento (de dois até oito processadores). Neste caso, as conexões HyperTransport utilizadas para ligar os processadores são ditas coerentes. Utiliza-se um barramento HyperTransport nos modelos da série 1, dois barramentos nos modelos de série 2 e três barramentos nos modelos da série 8.
- Tecnologia de virtualização AMD-V nos modelos de quatro dígitos.
- Existem modelos de núcleo simples (single core) e núcleo duplo (dual core). A AMD pretende lançar um modelo de núcleo quádruplo (quad core) no segundo semestre de 2007.
- Os modelos com 3 dígitos trabalham com memórias DDR, e os modelos com 4 dígitos trabalham com memória DDR2.

### Controladora de memória integrada
A controladora de memória integrada (IMC) do Opteron (presente também no Athlon 64 e no Sempron) não é uma exclusividade da AMD. A IBM com seus processadores PowerPC e a Sun com a família UltraSPARC também possuem IMC.
Duas características são tecnicamente relevantes na IMC (v. [A3],[A4]): (i) a baixa latência para acessar os dados na memória e (ii) a configuração de quase-NUMA (Non-Uniform Memory Access) em ambientes multiprocessados, diferentemente da configuração SMP (Simetric MultiProcessing) ou UMA em ambientes Intel baseados no processador Xeon com seu FSB (Front Side Bus).
O processador Opteron possui um controlador de memória integrado de apoio DDR SDRAM, DDR2 SDRAM ou DDR3 SDRAM (dependendo da geração de processadores). Isto reduz tanto a pena de latência para acessar a RAM principal e elimina a necessidade de um chip northbridge em separado.

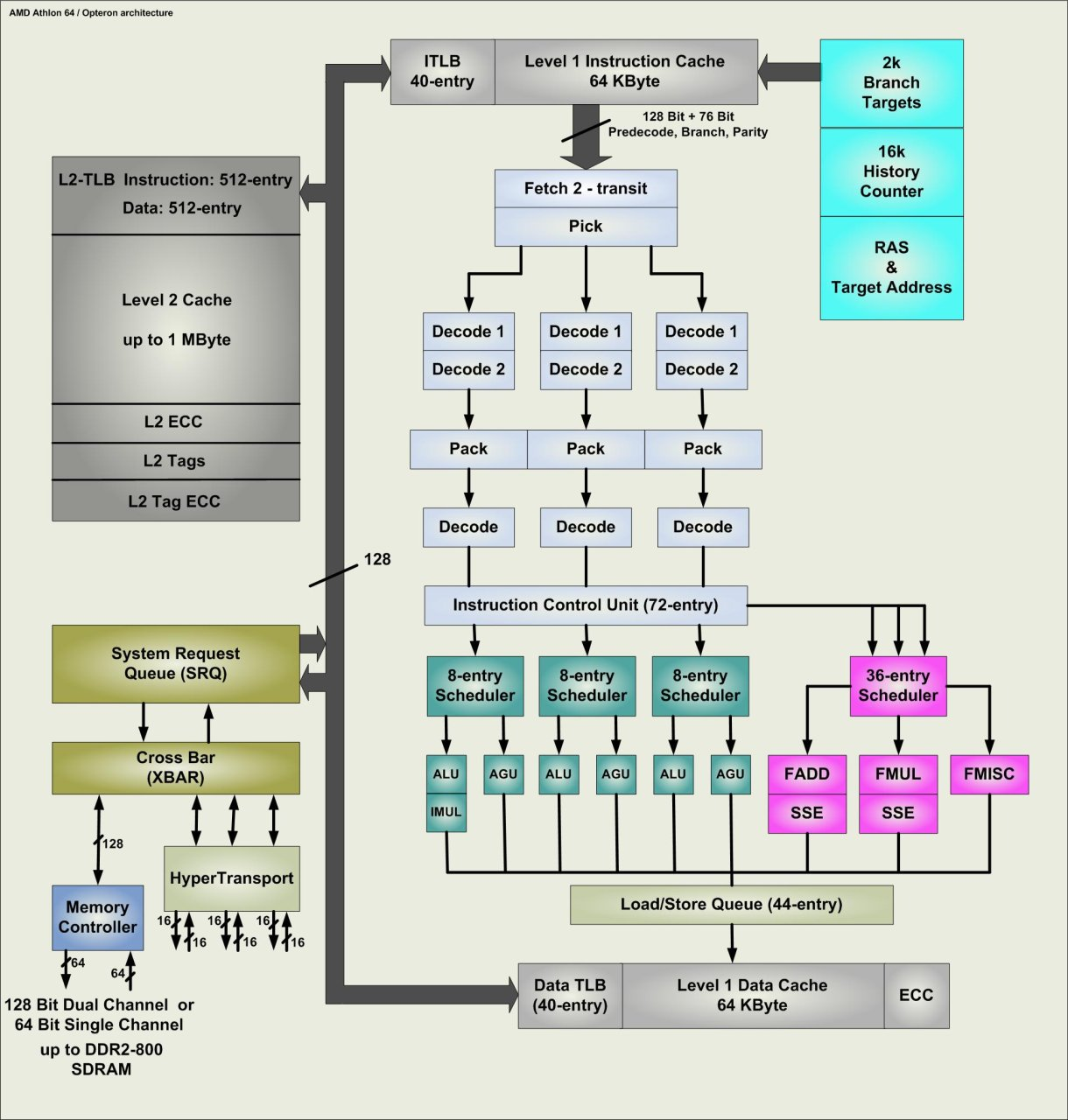
Microarquitetura do Opteron.

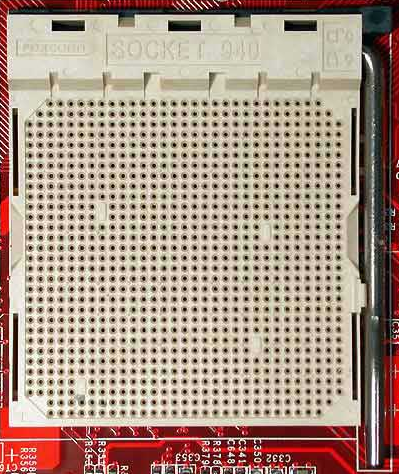
Soquete 940, utilizado pelo Opteron.

## Multiprocessamento simétrico
O Opteron suporta multiprocessamento simétrico em alguns modelos, o que permite que sejam montados sistemas com vários desses processadores trabalhando em conjunto.
Sistemas baseados no Opteron podem ser montados com 1, 2, 4 e 8 microprocessadores.
Em sistemas com 1 processador, apenas 1 barramento HyperTransport é usado, sendo esse encarregado da comunicação com o chipset; em sistemas com 2 processadores, 2 barramentos Hyper transport são usados, 1 deles para a comunicação com o chipset e o outro para comunicação com o outro processador; em sistemas com 4 processadores, cada processador dispõe de 3 barramentos, sendo dois deles para comunicação dos processadores e um para comunicação com chipset; em sistemas com 8 processadores, são usados 3 barramentos Hyper transport, sendo os 3 usados para troca de informações entre processadores, com exceção dos processadores que se comunicam com o chipset, sendo nesse caso um barramento usado para comunicação com este.
Em sistemas multi-processador (mais de um Opteron numa única motherboard), os processadores comunicam através da Direct Connect Architecture sobre links HyperTransport de alta velocidade. Cada CPU pode acessar a memória principal de um outro processador, transparente para o programador. A abordagem Opteron para multi-processamento não é o mesmo padrão de multiprocessamento simétrico, ao invés de ter um banco de memória para todos os processadores, cada processador tem sua própria memória. Assim, o Opteron é um Non-Uniform Memory Access (NUMA) da arquitetura. O processador Opteron suporta diretamente até 8 processadores.

## Multi-Core
Em Maio de 2005, a AMD lançou o primeiro Opteron multi-core. Na época, a AMD usava o termo multi-core, mas na prática era dual-core. Cada chip físico Opteron continha dois núcleos de processadores. Isso efetivamente duplicou a performance de computação disponíveis para cada soquete de processador motherboard.

## Opteron AMD  Quad-Core
Processadores Quad-Core AMD Opteron com arquitetura Direct Connect oferecem um desempenho notável em um espaço consistente e envelope térmico.
São projetados para oferecer desempenho ideal com pedido de rosca, oferecem excepcional poder de processamento e pode aumentar o desempenho por watt para melhorar a capacidade de resposta, mantendo os custos.

## Miscelânea
Em Junho de 2006, na lista TOP500 (lista do 500 supercomputadores mais rápidos do mundo), um cluster com processadores Opteron do Instituto de Tecnologia de Tóquio era o 7º supercomputador mais rápido do mundo. Nessa mesma lista, 16% do supercomputadores utilizavam Opteron, enquanto 23.6% utilizavam processadores Intel Xeon EM64T.

## Soquetes
- Soquete 939: Exceto pelo fato de eles têm 1 MB de cache L2 o Socket 939 Opteron são idênticos aos do San Diego e core Athlon 64s Toledo, só que com clockspeeds menor do que os núcleos, tornando-os mais estáveis. São os únicos Dual Core.
- Soquete AM2: Estão disponíveis para os servidores que têm apenas uma configuração single-chip. Esses chips podem provar ser tão bem sucedido quanto o soquete 939 devido ao overclocking.
- Soquete F: É a segunda geração da AMD Opteron. Esta tomada suporta processadores, como o de Santa Rosa, Barcelona e Xangai (codinome processadores). Adiciona suporte para DDR2 e melhorada versão do HyperTransport.

## Modelos
Todos os processadores AMD Opteron foram fabricados em três versões diferentes:
```
   * Processors for uni-processor systems Processadores para sistemas uni-processador
   * Processors for dual-processor systems Processadores para sistemas dual-processor
   * Processors for systems supporting up to 8 processors Processadores para sistemas que suportam até 8 processadores 
```

O que diferencia uma versão da outra são os números que eles levam no modelo.

### Opteron (130 nmSOI)
Um núcleo — SledgeHammer (1xx, 2xx, 8xx)
- Soquete 940, HyperTransport de 800 MHz. Utilizam memórias DDR “registradas”.
- Tensão: 1,50 V - 1,55 V.
- Freqüência: 1400 MHz - 2400 MHz (x40 - x50).
- Lançamento: abril de 2003.

### Opteron (90 nmSOI)
Um núcleo — Venus (1xx), Troy (2xx), Athens (8xx)
- Soquete 940, HyperTransport de 800 MHz.
- Soquete 939/Soquete 940, HyperTransport de 1000 MHz. Soquete 939: para modelos de processadores Opteron série 1. Esses modelos utilizam memórias DDR.
- Tensão: 1,35 V - 1,40 V.
- Freqüência: 1600 MHz - 3000 MHz (x42 - x56).
- Lançamento: fevereiro de 2005.

Dois núcleos — Denmark (1yy), Italy (2yy), Egypt (8yy)
- Soquete 939/Soquete 940, HyperTransport de 1000 MHz.
- Tensão: 1,30 V - 1,35 V.
- Freqüência: 1800 MHz - 2600 MHz.
- Lançamento: abril de 2005.

Os processadores Opteron são classificados em gerações. Aqueles implementados com soquetes 939 e 940 são denominados processadores de primeira geração. Os processadores que utilizam memórias DDR2 (Soquetes AM2: memórias DDR2 / Soquetes F: trabalham com memórias DDR2 “registradas”.) e são baseados na arquitetura AMD64 são denominados processadores de Opteron de segunda geração. Já os processadores Opteron baseados na micro arquitetura  K10 são chamados de Opteron de terceira geração e também trabalham com memórias DDR2.
Opteron 1xx
- Não suportam multiprocessamento;
- Apenas 1 barramento HyperTransport;
- Somente memórias DDR;
- Um ou dois núcleos;

Opteron 2xx
- Suportam multiprocessamento com 2 processadores;
- Possuem 2 barramentos HyperTransport;
- Memórias DDR;

Opteron 8xx
- Suportam  multiprocessamento com até 8 processadores;
- Possuem 3 barramentos HyperTransport;
- Memórias DDR;
- Um ou doir núcleos;

Opteron 12xx
- Dois núcleos;
- Baseados na micro arquitetura AMD64;
- Não suportam multiprocessamento;
- Apenas um barramento HyperTransport;
- Aceitam somente memórias DDR2 até DDR2-800 e usam o soquete AM2;

Opteron 22xx
- Possuem 2 núcleos;
- Memórias DDR2;
- Baseados na micro arquitetura AMD64;
- Suportam multiprocessamento com 2 processadores;
- 3 barramentos HyperTransport;
- Aceitam somente memórias DDR2 “registradas”.

Opteron 23xx
- Quatro núcleos;
- Memórias DDR2;
- Modelos de 3ª geração;
- Baseados na arquitetura K10;

Opteron 82xx
- Dois núcleos;
- Só aceitam DDR2;
- Utilizam micro arquitetura AMD64;
- Suportam multiprocessamento de até 8 processadores;
- Possuem 3 barramentos HyperTransport;

Opteron 83xx
- Quatro Núcleos;
- Memórias DDR2;
- Processadores baseados na arquitetura K10;

## Atualização de micro-arquitetura
A linha Opteron tem uma atualização com a aplicação da micro-arquitetura K10 da AMD. Novos processadores, lançado no terceiro trimestre de 2007 (codinome Barcelona)incorporam uma série de melhorias, principalmente no aperfeiçoamento da memória cargas especulativa, execução SIMD e previsão de uso, produzindo uma sensível melhoria de desempenho. 

## A vantagem do Processador Opteron
O processador AMD Opteron com Arquitetura de Conexão Direta baseia-se na tecnologia AMD64, o que amplia a eficiência e a escalabilidade do sistema . A Arquitetura de Conexão Direta conecta diretamente a memória à CPU. Eliminando o barramento Front Side, o processador AMD Opteron permite um acesso mais rápido à memória, o que pode melhorar o desempenho dos aplicativos.A tecnologia AMD64 manipula mais memória (memória virtual de 256 TB; memória física de 1 TB) e é capaz de executar simultaneamente softwares de 32 bits e de 64 bits, sem prejuízo de desempenho. Tais aprimoramentos são oferecidos sem que haja aumento do consumo de energia. Eficiência melhor, maior produtividade e a melhoria da escalabilidade são fatores que significam que cada servidor pode manipular mais volume de trabalho com o processador AMD Opteron.

## Atalhos externos
- [B1] <http://www.top500.org>.